# Цикада обыкновенная
Цикада обыкновенная, или листосос ясеневый (лат. Lyristes plebejus), — вид полужесткокрылых насекомых из подотряда цикадовых.

## Описание

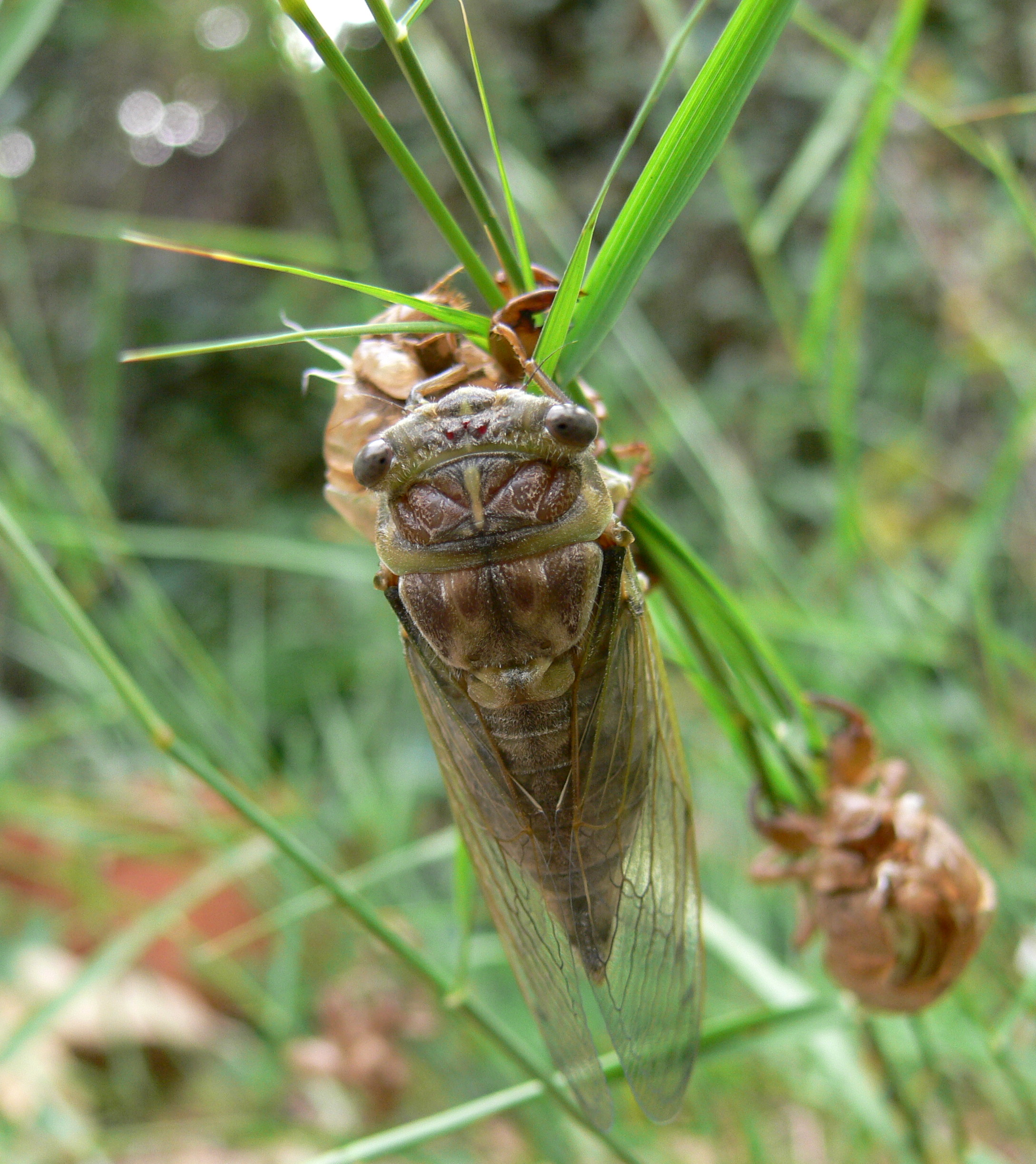

Передние бёдра на нижней поверхности с двумя крупными зубцами. Голова шире переднеспинки с тремя хорошо развитыми простыми глазками. Хоботок доходит до заднего края среднегруди. Длина тела 30—36 мм, с крыльями 40—50 мм. У самцов хорошо развит аппарат для воспроизведения звука. Окраска чёрная, голова и переднеспинка с жёлтым рисунком. Крылья стекловидные, прозрачные.

## Ареал
Ареал вида охватывает все Средиземноморье, Крым, Северный и Южный Кавказ. В Крыму вид обитает в горной зоне на Южном берегу полуострова, но отсутствует в степях и почти исчез в предгорьях. Обитают преимущественно на древесно-кустарниковой растительности.

## Жизненный цикл

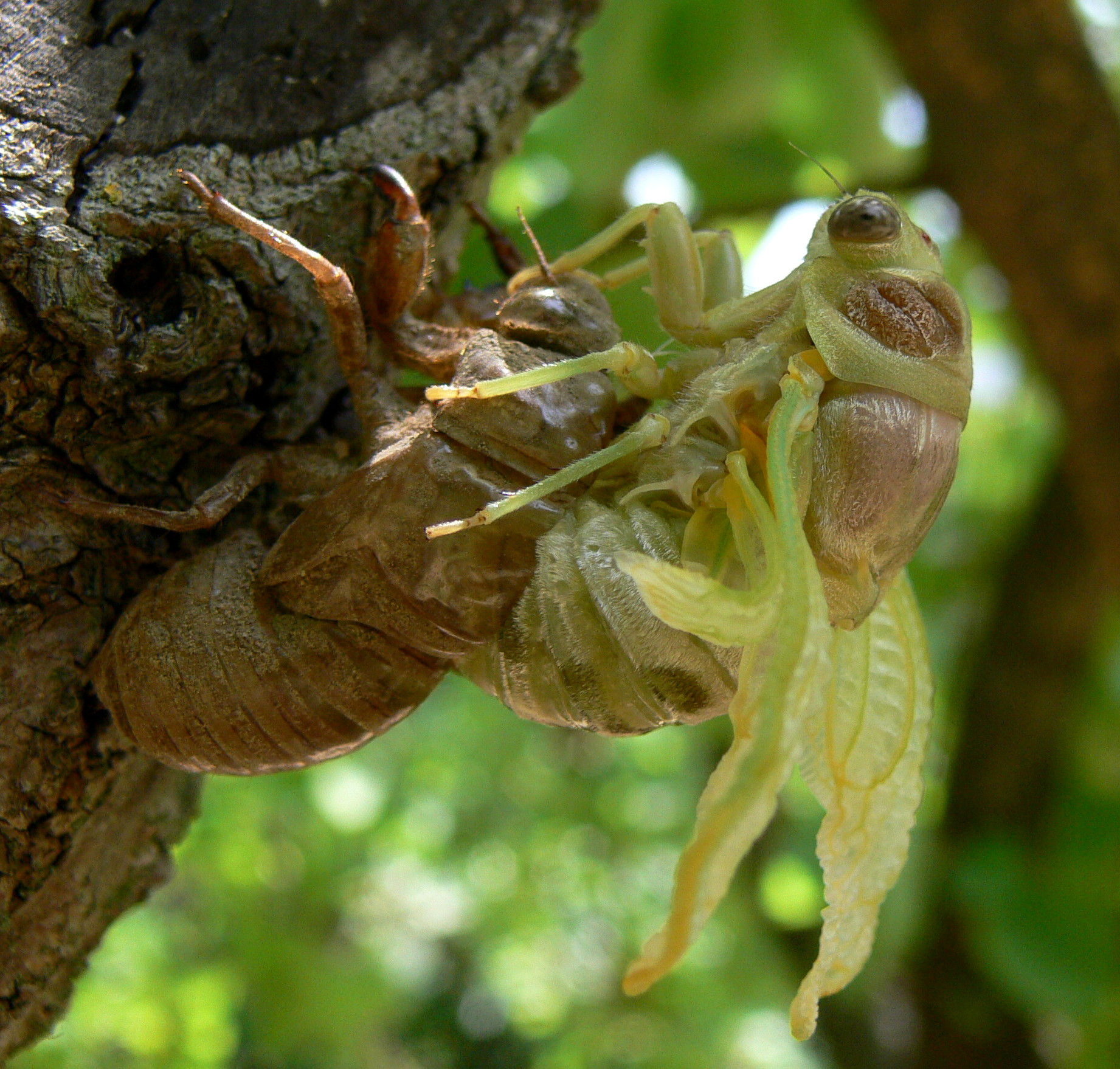
Имаго цикады, выходящее из личиночной оболочки

Самки откладывают яйца под кору. Развитие личинок происходит в почве, где они питаются корнями растений. Генерация обычно двух-—четырёхлетняя. Взрослые цикады питаются соками различных кустарниковых и древесных растений.